# Salsa verde de Chausey
La salsa verde de Chausey es una especialidad culinaria de la región de Normandia en Francia. La denominación de la salsa hace referencia a las islas de Chausey, un archipiélago de más de 300 islas, islotes y afloramientos rocosos, ubicado en la costa de Normandía sobre el canal de la Mancha, a unos 15 km al oeste de la localidad de Granville en tierra firme. La zona se destaca por la abundancia de frutos de mar, y por ello esta salsa fue concebida para servir de acompañamiento a los pescados de la región.
Es de notar que Granville (en la actualidad llamado "El Mónaco del Norte"), fue fundada por un vasallo de Guillermo el Conquistador, en tierras ocupadas por los vikingos, en el siglo XI. La antigua villa de piratas y su fortificación, para la defensa del Mont Saint-Michel, se convirtió en un balneario en el siglo XIX, frecuentado por muchos artistas. Es en este ambiente marino y de afluencia de paseantes donde se crea la salsa verde de Chausey, que es una salsa crema de sabor delicado, siendo una sofisticada variación de una salsa de mostaza tradicional.

## Características
Normalmente, para la preparación de la salsa se utilizan 3 echalotes picados, 2 dientes de ajo y mucho perejil picado, todo lo cual se cuece en mantequilla a fuego lento. A ello, se le agrega una buena cucharada de mostaza y un poco de vinagre. Una vez que los echalotes están cocidos, se agregan 3 cucharadas de crema fresca, abundante estragón picado, sal y pimienta.
El aspecto final de la salsa es blancuzco, pudiéndose apreciar los numerosos pequeños trocitos del estragón picado que le dan origen a su nombre. 
La salsa se utiliza para acompañar diversos platillos de pescado tales como la trucha o el salmonete.